# 2-butanamina

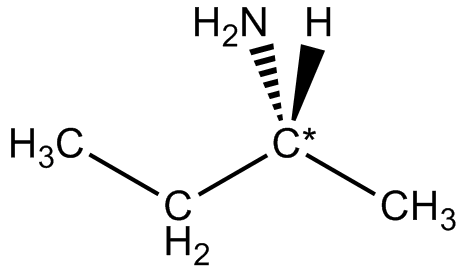
(R)-2-butanamina

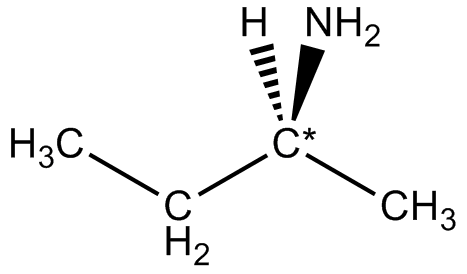
(S)-2-butanamina

La 2-butanamina o sec-butilamina es una amina primaria con fórmula molecular C4H11N.
Existe en dos formas enantioméricas, la (R)-2-butanamina y la (S)-2-butanamina.